# Hvöt Blönduós
Il club Ungmennafélagið Hvöt, conosciuto anche semplicemente come Hvöt è una squadra islandese di calcio fondata nel 1969 a Blönduós. Il club gioca nella 2. Deild Karla del campionato islandese di calcio. Nella stagione 2008. Nella stagione 2008/2009 ha anche vinto il campionato islandese di calcio a 5 qualificandosi per la prima volta alla UEFA Futsal Cup 2009-2010.

## Palmarès

### Altri piazzamenti
- 3. deild karla:

Terzo posto: 1998, 2007

## Rosa 2009-2010
| N. |                    | Ruolo | Calciatore                 |
| -- | ------------------ | ----- | -------------------------- |
| 1  | Islanda (bandiera) | G     | Frosti Bjarnason           |
| 2  | Islanda (bandiera) | G     | Sigurdur Runar Palsson     |
| 3  | Islanda (bandiera) | G     | Oskar Snaer Vignisson      |
| 4  | Islanda (bandiera) | G     | David Teitsson             |
| 5  | Islanda (bandiera) | G     | Aron Bjarnason             |
| 6  | Islanda (bandiera) | G     | Stefan Hafsteinsson        |
| 7  | Islanda (bandiera) | G     | Halldor Fannar Halldorsson |
| 8  | Islanda (bandiera) | G     | Brynjar Gudjonsson         |
| 9  | Islanda (bandiera) | G     | Egill Bjornsson            |
| 10 | Islanda (bandiera) | G     | Gissur Jonasson            |